# Централна банка Републике Косово
Централна банка Републике Косово (алб. Banka Qendrore e Republikës së Kosovës) је централна банка у Републици Косово. Основана је 2008, када је Република Косово једнострано прогласила независност од Србије. Пре оснивања Централне банке Републике Косово, пословала је Централна банкарска управа Косова (алб. Autoriteti Qendror Bankar i Kosovës) у склопу УНМИК. Званична валута Републике Косово је евро, који је једнострано уведен 2002. Међутим, Република Косово није део еврозоне. Седиште се налази у Приштини.

## Контроверзе
Хашим Реџепи, тадашњи гувернер Централне банке Републике Косово, ухапшен је 23. јула 2010. на основу корупције и прања новца. Према ЕУЛЕКС, истрага се тицала сумње на мито, утају пореза, трговину утицајем и прање новца. Хапшење је изазвало велику медијску пажњу пошто се на телевизијским сликама види како Реџепија изводе из канцеларије тешко наоружани полицајци. Након хапшења, Реџепи је морао да остане четири месеца у истражном затвору. Хапшење и истрагу извршио је ЕУЛЕКС. Оптужница је уследила више од годину дана након хапшења. На крају, 11. јануара 2012. одлука је постала правоснажна и Хашим Реџепи је проглашен невиним због мањка доказа. Међутим, оптужбе и затвор коштали су Реџепија да изгуби посао гувернера Централне банке Косова.